# Russeifa
ar-Rusaifa, auch Russeifa geschrieben (arabisch الرصيفة, DMG ar-Ruṣaifa), ist eine Stadt im Gouvernement Zarqa in Jordanien. Sie hatte eine Bevölkerung von 472.604 Einwohnern im Jahr 2015 und ist damit die viertgrößte Stadt in Jordanien nach Amman, Irbid und Zarqa.

## Geografie
Die Stadt Russeifa liegt in der Zentralregion von Jordanien im Einzugsgebiet des Flusses Zarqa an der Autobahn von Amman nach Zarqa. Die Städte Amman, Zarqa und Russeifa bilden gemeinsam eine große Metropolregion, nach Damaskus die zweitgrößte Metropolregion in der Levante. Die Stadt gehört administrativ zum Gouvernement Zarqa. Aufgrund seiner Nähe zu Amman und Zarqa beherbergt sie Schwerindustrie.

## Demografie
Wie viele andere Städte in Jordanien die Einwohnerzahl durch Flüchtlinge aus Palästina sowie Syrien und natürliches Wachstum stark angestiegen. 2004 waren 89,6 % der Bevölkerung von Russeifa jordanische Staatsbürger.
| Jahr          | Einwohnerzahl |
| ------------- | ------------- |
| 1994 (Zensus) | 178.895       |
| 2004 (Zensus) | 227.735       |
| 2015 (Zensus) | 472.604       |

## Wirtschaft
In der Umgebung der Stadt gibt es eine Phosphatmine.
Viele Schwerindustrien haben ihren Sitz in Russeifa, da die Stadt sich günstig zwischen den beiden großen Städten Amman und Zarqa befindet.

## Galerie

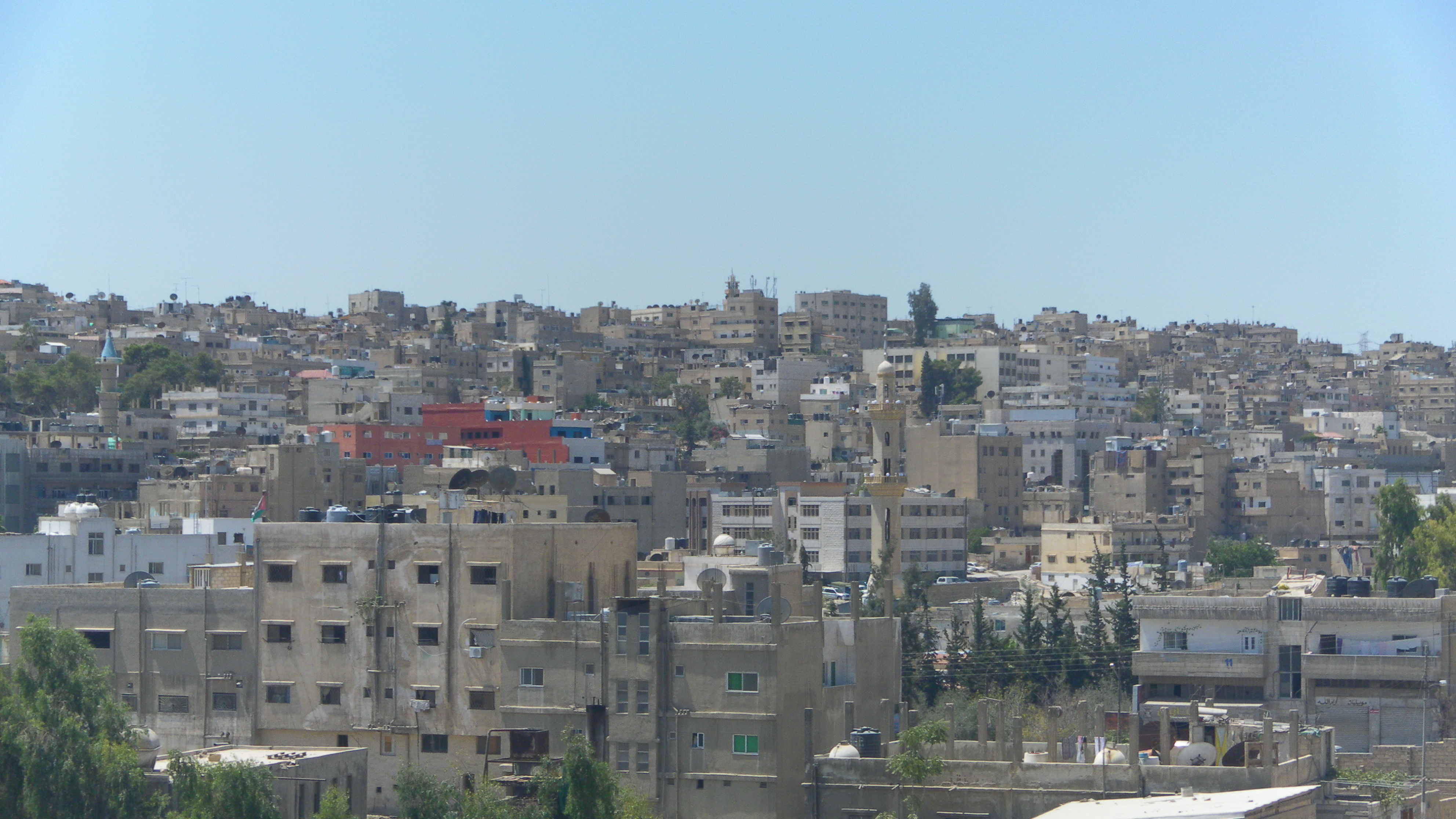
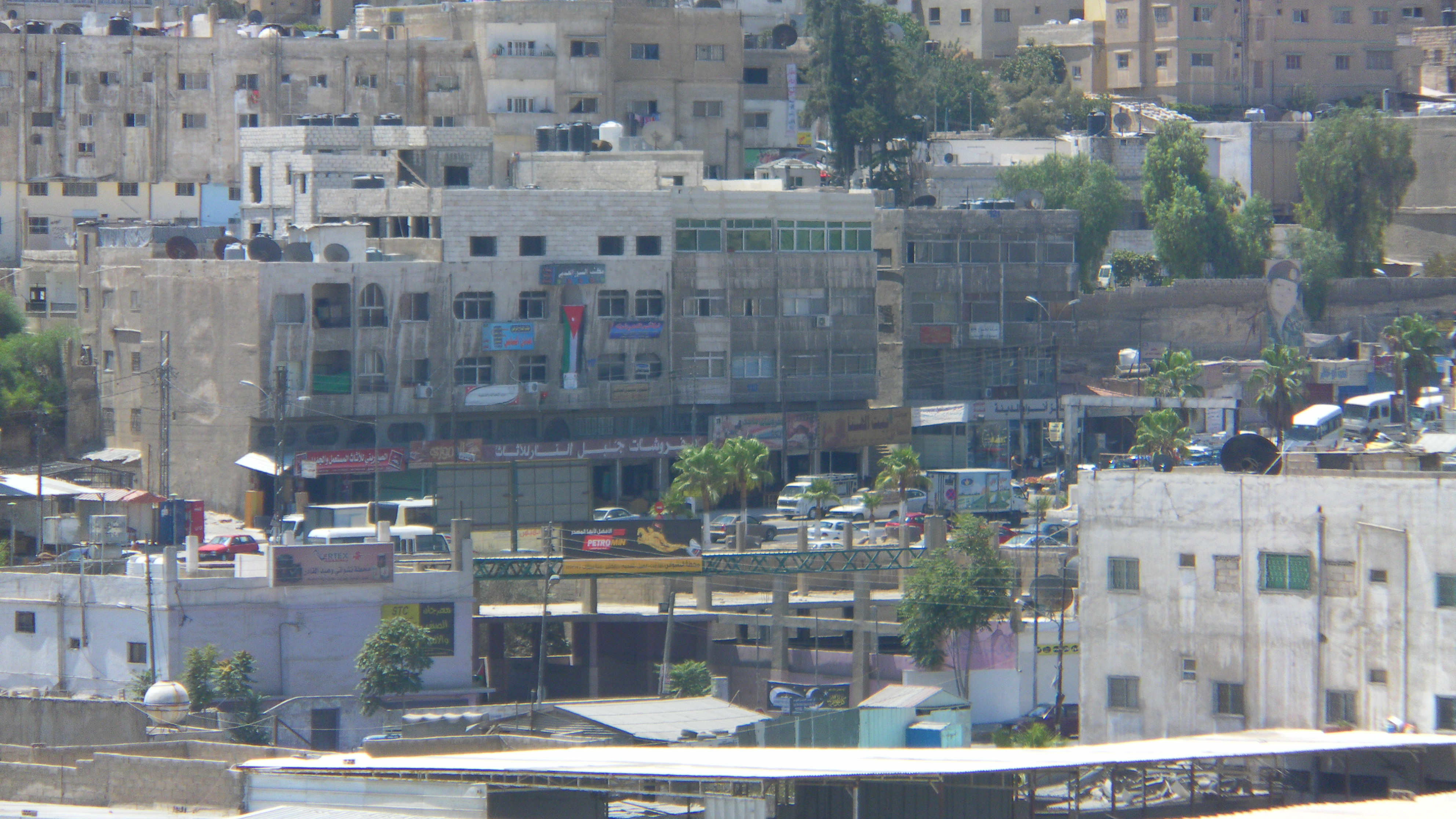
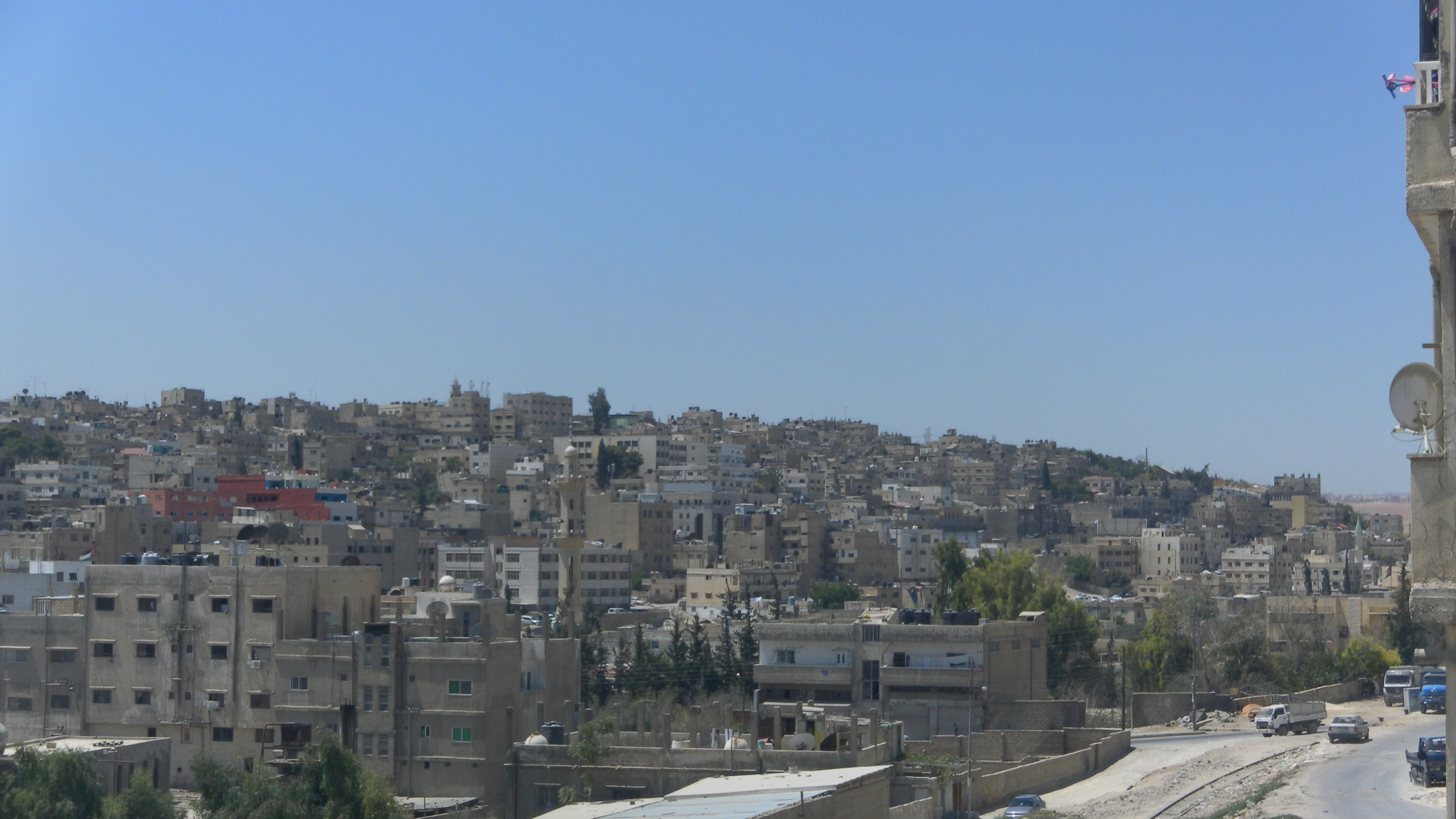
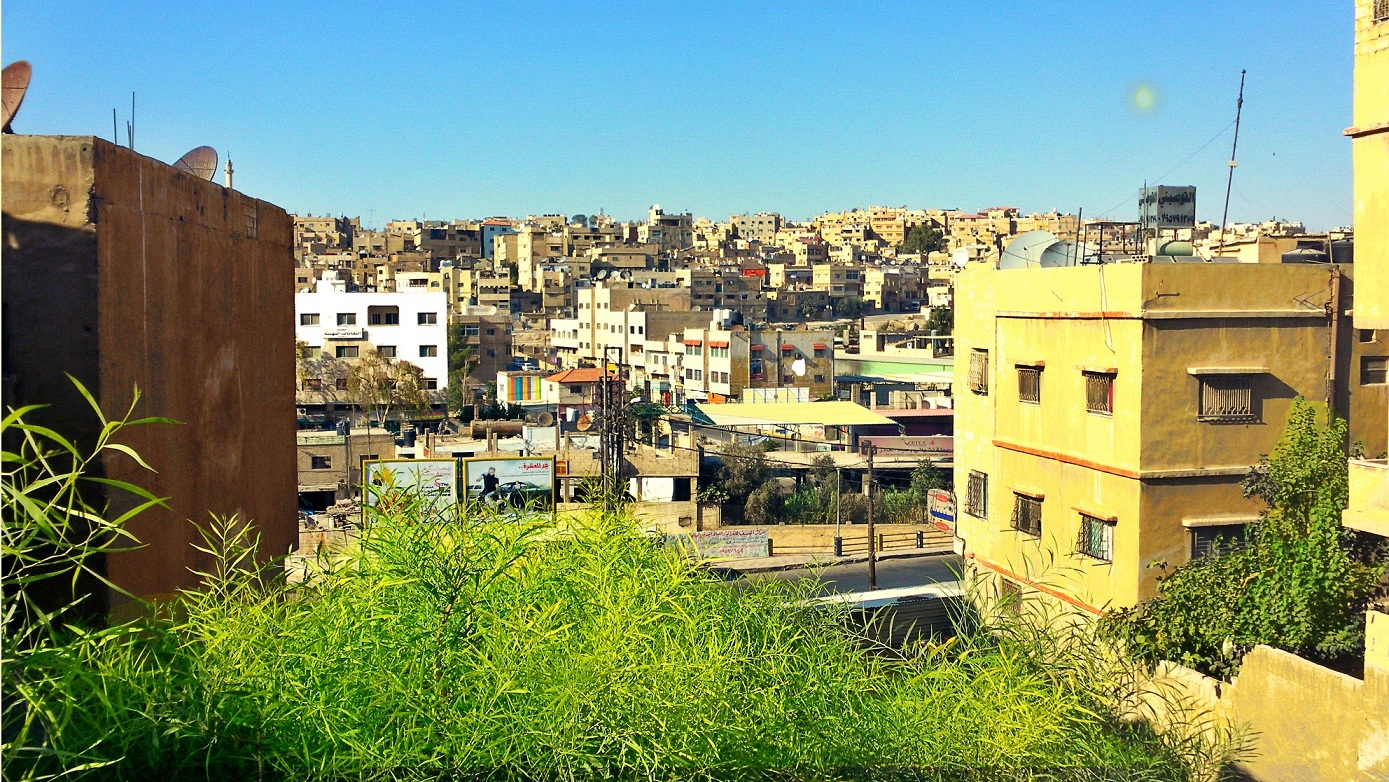

## Persönlichkeiten
- Yazan al-Arab (* 1996), Fußballspieler